# Coregonus zuerichensis
Coregonus zuerichensis är en fiskart som beskrevs av Nüsslin 1882. Coregonus zuerichensis ingår i släktet Coregonus och familjen laxfiskar. IUCN kategoriserar arten globalt som livskraftig. Inga underarter finns listade i Catalogue of Life.